# Kazimiera Hamberger
Kazimiera Wanda Hamberger (ur. 2 stycznia 1914 w Śniatynie, zm. 16 czerwca 2007 w Gliwicach) – polska geolog, doktor Politechniki Śląskiej.

## Życiorys
Córka Emilii i Edmunda Hambergerów. Ukończyła studia na Uniwersytecie Jana Kazimierza we Lwowie, podczas II wojny światowej uczestniczyła w tajnym nauczaniu. Podczas wysiedlenia Polaków ze Lwowa znalazła się z rodziną na Górnym Śląsku. Od 1 września 1952 pracowała na Wydziale Górniczym Politechniki Śląskiej, gdzie była współorganizatorką Katedry Geologii Złóż Węgla oraz Muzeum Geologicznego. Prowadziła badania dotyczące węgla, szczególnie złoży znajdujących się w Górnośląskim Zagłębiu Węglowym. Dużą wagę przykładała do badań nad węglami sapropelowymi, stały się one tematem pracy doktorskiej, którą przygotowała pod kierunkiem prof. Andrzeja Bolewskiego i obroniła na Akademii Górniczo Hutniczej w Krakowie w 1964. W 1969 została pierwszym polskim członkiem rzeczywistym w Międzynarodowym Komitecie Petrologii Węgla (International Committee for Coal Petrology), dzięki niej w późniejszym czasie członkami tej organizacji zostali również prof. Barbara Kwiecińska i prof. Wiesław Gabzdyl z Politechniki Śląskiej. W 1980 przeszła na emeryturę, ale do 1986 prowadziła wykłady. 
Zmarła w 2007, pochowana na Cmentarzu Lipowym w Gliwicach.

## Odznaczenia
- Złoty Krzyż Zasługi,
- Odznaka Zasłużonemu dla woj. katowickiego,
- Odznaka Zasłużonemu dla Politechniki Śląskiej,
- Medal 50–lecia Wydziału Górnictwa i Geologii Politechniki Śląskiej